# Gitte Sunesen
Gitte Jensby Sunesen Vilhelmsen (* 11. Dezember 1971 in Hammel, Dänemark) ist eine ehemalige dänische Handballspielerin, die für die dänische Nationalmannschaft auflief.

## Karriere

### Im Verein
Sunesen spielte für den dänischen Verein Vejle-Bredballe KFUM und wechselte während der Saison 1989/90 zu GOG Gudme. Mit GOG Gudme gewann sie mehrmals die dänische Meisterschaft und den dänischen Pokal. Im Jahr 2004 beendete sie ihre Karriere.

### In Auswahlmannschaften
Sunesen bestritt am 30. Juni 1991 ihr Länderspieldebüt für die dänische Nationalmannschaft. Sie gewann die Goldmedaille bei der Europameisterschaft 1994, die Bronzemedaille bei der Weltmeisterschaft 1995, die Goldmedaille bei den Olympischen Spielen 1996, die Goldmedaille bei der Europameisterschaft 1996, die Goldmedaille bei der Weltmeisterschaft 1997 und die Silbermedaille bei der Europameisterschaft 1998. Sunesen zog sich am 17. August 2000 in einem Testspiel einen Kreuzbandriss zu, der ihre Teilnahme an den Olympischen Spielen 2000 verhinderte. Dieses Spiel war zugleich ihre letzte Partie für die dänische Nationalmannschaft.

### Trainerlaufbahn
Sunesen übernahm im Jahr 2015 das Torwarttraineramt beim dänischen Verein HC Odense, der sich ein Jahr später in Odense Håndbold umbenannte. Dort war sie, mit Unterbrechung, bis zum Saisonende 2021/22 tätig.

## Sonstiges
Sunesen ist mit dem ehemaligen Handballspieler Keld Vilhelmsen verheiratet. Ihr gemeinsamer Sohn Lasse Vilhelmsen, spielt ebenfalls professionell Handball.